# أليكسي كوزلوف
أليكسي كوزلوف (بالروسية: Козлов, Алексей Владимирович)‏ (18 أغسطس 1975 بموسكو في روسيا - ) هو لاعب كرة قدم روسي في مركز الدفاع. لعب مع أنجي محج قلعة وأورالان إليستا وتوم تومسك ودينامو موسكو وFC MVD Rossii Moscow ‏ وسليوت بيلغورود ‏ وFC Sodovik Sterlitamak ‏ وFC Kuzbass Kemerovo ‏ ونادي خيمكي.

## وصلات خارجية
- أليكسي كوزلوف على موقع قاعدة بيانات كرة القدم.إي يو (الإنجليزية)